# Декстерів перенос енергії

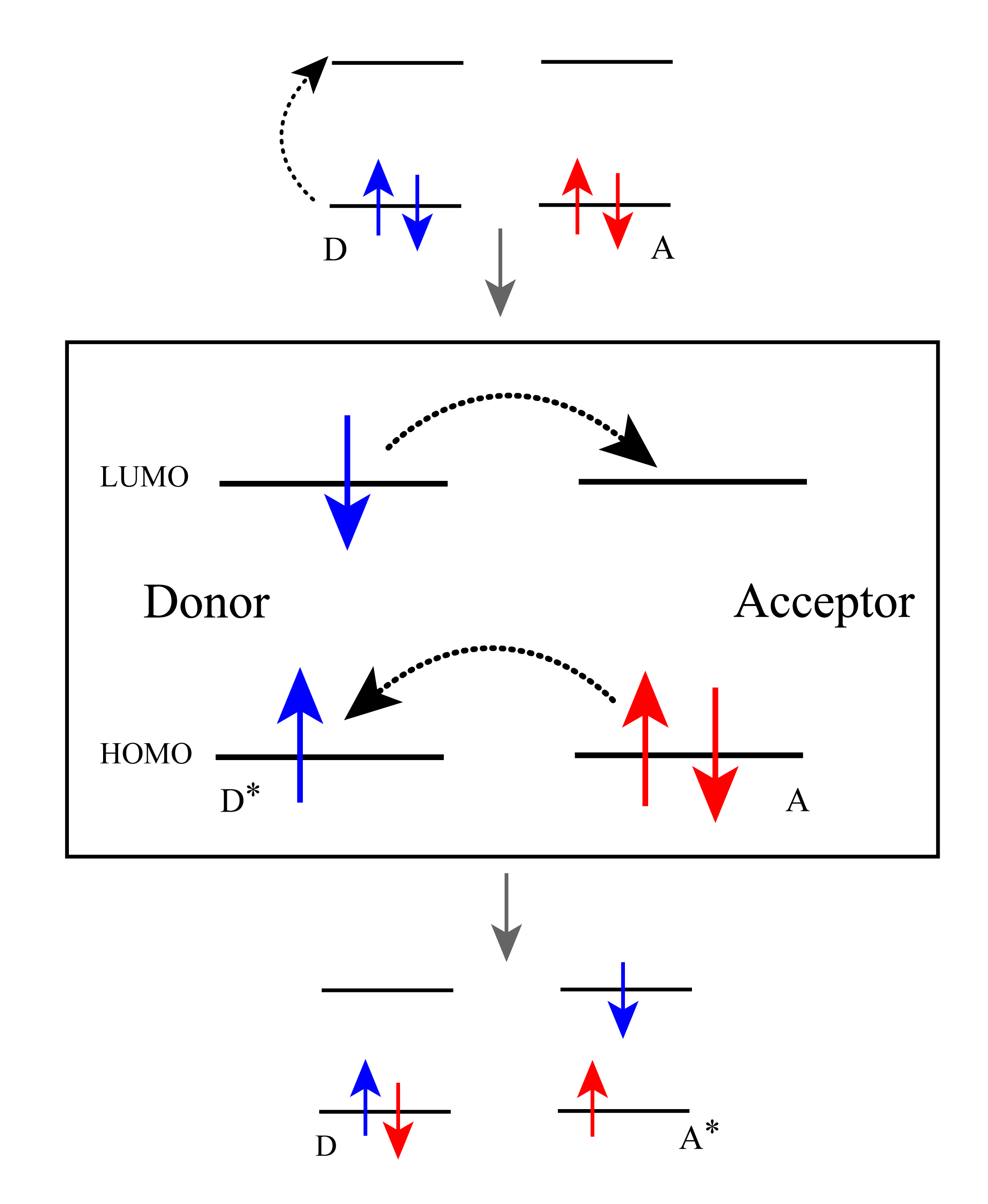
Cхематична ілюстрація Декстерового обміну енергією

Декстерів перенос енергії (зустрічаються назви Декстерів обмін електроном та Декстерів перенос електрона) — механізм гасіння флуоресценції, в якому електрон зі збудженої молекули (донора) нерадіаційно переходить на іншу молекулу (акцептор). Цей процес вимагає перекриття хвильових функцій між донором та акцептором, що обмежує його короткими відстанями, які зазвичай не перевищують 10 Å. Збудження може перейти з молекули на молекулу одним стрибком або через два різні стрибки.

## Історія
Перенос енергії між близькими молекулами цього типу вперше теоретично запропонував Д. Л. Декстер 1951 року
.

## Швидкість процесу
Ймовірність переносу енергії за механізмом Декстера {\displaystyle k_{ET}} визначається формулою
{\displaystyle k_{ET}\varpropto J\mathrm {exp} \left[{\frac {-2r}{L}}\right]}
де {\displaystyle r} — відстань між донором та акцептором, {\displaystyle L} — сума радіусів Ван дер Ваальса донора та акцептора, а {\displaystyle J} — спектральний інтеграл перекриття.

## Виноски
1. ↑  Clifford B. Murphy; Yan Zhang; Thomas Troxler; Vivian Ferry; Justin J. Martin; Wayne E. Jones, Jr. (2004). Probing Förster and Dexter Energy-Transfer Mechanisms in Fluorescent Conjugated Polymer Chemosensors. J. Phys. Chem. B. 108 (5): 1537—1543. doi:10.1021/jp0301406.
2. ↑  Alex Adronov; Jean M. J. Fréchet (2000). Light-harvesting dendrimers. Chem. Commun.: 1701—1710. doi:10.1039/B005993P.
3. ↑  Dexter (electron exchange) excitation transfer. goldbook.iupac.org. Архів оригіналу за 11 жовтня 2014. Процитовано 8 липня 2014.
4. ↑  Dexter Energy Transfer. chemwiki.ucdavis.edu. Архів оригіналу за 14 липня 2014. Процитовано 8 липня 2014.
5. ↑  D. L. Dexter (1951). A Theory of Sensitized Luminescence in Solids. J. Chem. Phys. 21: 836—850. Bibcode:1953JChPh..21..836D. doi:10.1063/1.1699044.